# Ehrenberg (fränkisches Adelsgeschlecht)

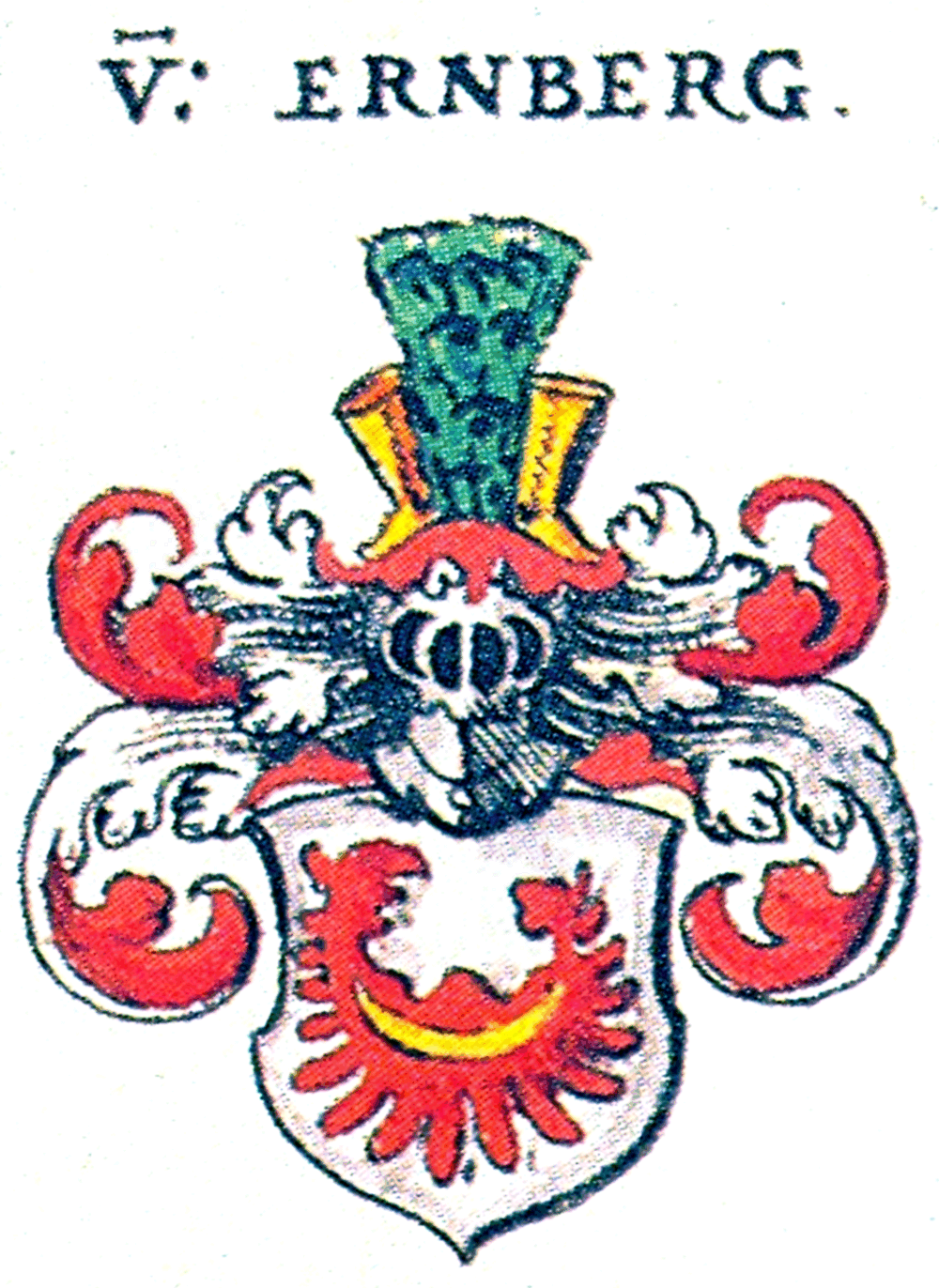
Wappen derer von Ehrenberg (Ernberg) in Siebmachers Wappenbuch, 1605

Die Herren von Ehrenberg waren ein Adelsgeschlecht, das ab dem 12. Jahrhundert auf Burg Ehrenberg bei Heinsheim ansässig war und 1647 ausstarb.

## Geschichte

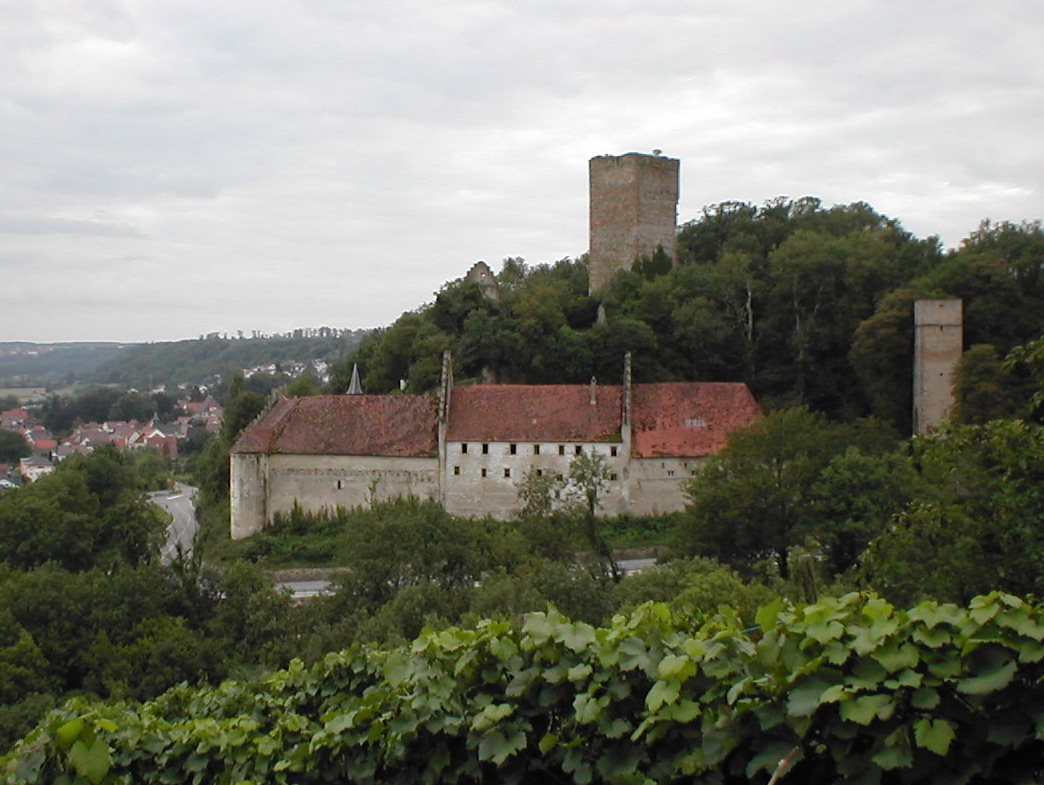
Burg Ehrenberg bei Heinsheim am Neckar

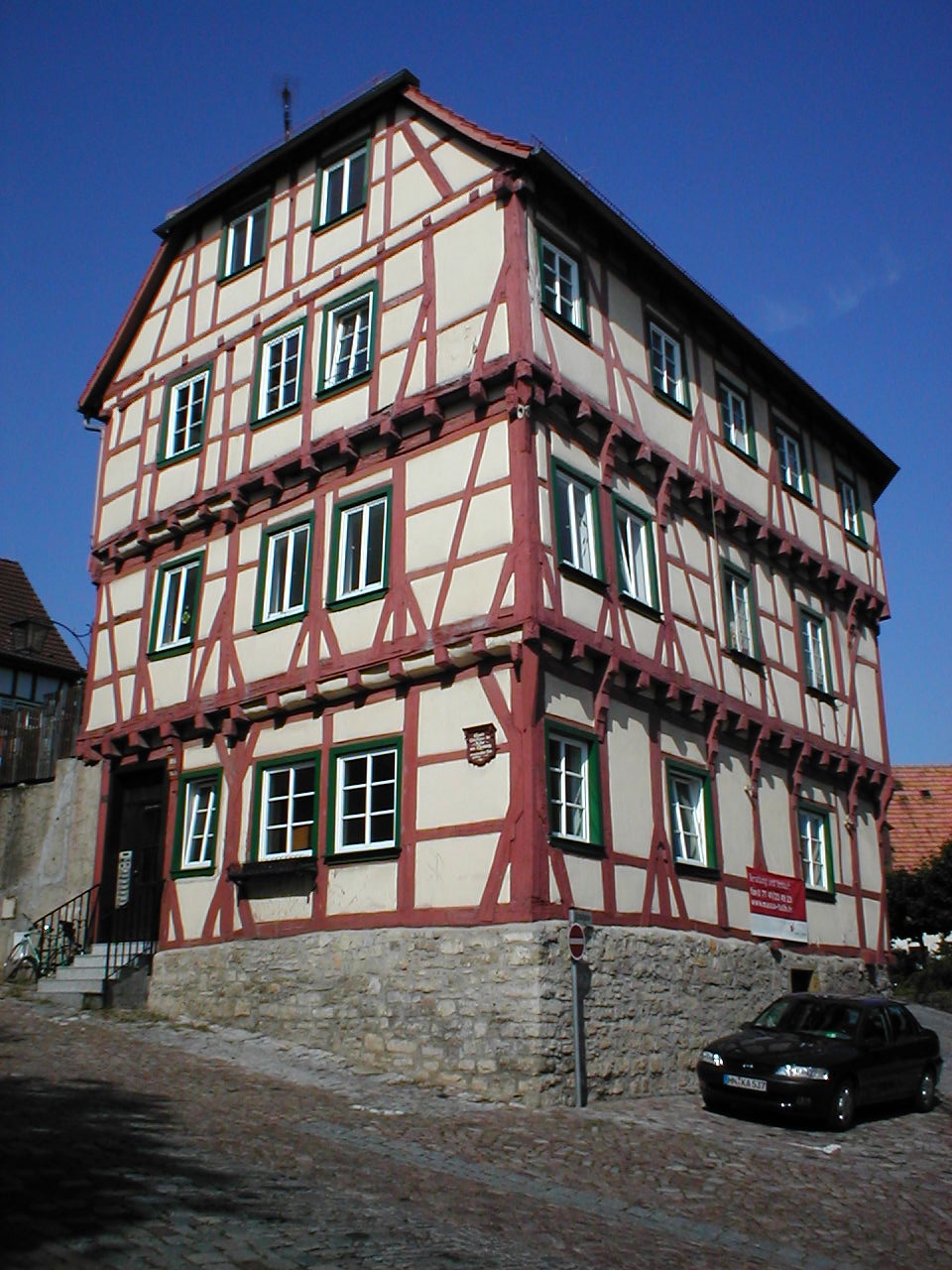
Stadthaus derer von Ehrenberg in Wimpfen

Die Ehrenberg (auch Erenberg oder Ernberg) waren Gefolgsleute der Staufer, die unweit von Heinsheim im 12. Jahrhundert die Pfalz Wimpfen errichteten. Zur selben Zeit entstand Burg Ehrenberg, die in der Literatur oft als vorgelagerte Wimpfener Verteidigungsanlage betrachtet wird.
Die Ehrenberg wurden im 13. Jahrhundert vom Bistum Worms mit Heinsheim, Zimmerhof, Bargen und Wollenberg belehnt. Zum Ehrenbergschen Besitz zählten ebenso drei der Mühlen im Fünfmühlental bei Bad Rappenau sowie ein Stadthaus in Wimpfen. Von 1348 bis 1498 waren die Ehrenberg auch Lehnsherren über fünf Höfe in Grombach (heute Ortsteil von Bad Rappenau).
Die Familie stellte mit Gerhard von Ehrenberg von 1336 bis 1363 den 57. Bischof von Speyer. Dieser löste 1338 die von Speyer vorübergehend an den Bischof von Trier verpfändete Burg Hornberg in Neckarzimmern wieder ein und erhielt die Erlaubnis, das nahe Dorf Steinbach zu befestigen.
Das Wimpfener Stadthaus wurde von Anna von Ehrenberg (geb. Schlatt, † 1472) dem dortigen Dominikanerkloster gestiftet. Als Dank wurde nach ihrem Tod in der Wimpfener Dominikanerkirche ein schmuckvolles Epitaph errichtet. Ein Heinrich von Ehrenberg war darüber hinaus spätestens bis 1557 Lehnsherr über Babstadt (heute Ortsteil von Bad Rappenau), das 1560 durch Heirat von Brigitte von Ehrenberg mit Johann Leonhard Kottwitz von Aulenbach in den Besitz der Aulenbach überging.
In der Heinsheimer Bergkirche sind weitere schmuckvolle Grabdenkmäler erhalten, darunter das des Johann Heinrich von Ehrenberg († 1584), das den Verstorbenen auf einer kunstvollen großen Reliefplastik gemeinsam mit seiner Frau Margarethe Echterin von Mespelbrunn († 1611) und seinen acht Kindern vor dem Heiland kniend zeigt.
Einer der Söhne Johann Heinrichs, Philipp Adolf von Ehrenberg (1583–1631), wurde 1624 Fürstbischof von Würzburg. Er hatte zunächst nur widerwillig in ein geistliches Amt eingewilligt, nachdem sein Bruder Peter von Ehrenberg darauf verzichtet hatte, wurde jedoch ein gefürchteter Protagonist der Hexenverfolgung.
Ein weiterer Sohn Johann Heinrichs, Hans Heinrich von Ehrenberg (* 3. Juni 1580; † 30. April 1647 in Würzburg), war der letzte Ehrenberg. Er tauschte 1637 einen Teil seiner Besitztümer im Kraichgau gegen am Main gelegene Ländereien seines Vetters Johann Conrad von Helmstatt ein. Hans Heinrich von Ehrenberg blieb kinderlos, womit die Familie derer von Ehrenberg ausstarb.
Der Gütertausch mit denen von Helmstatt führte noch über Hans Heinrich von Ehrenbergs Tod hinaus zu Rechtsstreit, da sich in der über 400-jährigen Lehnsherrschaft Wormser Lehnsbesitz und Ehrenberger Privatbesitz äußerst kompliziert vermengt hatten und sich die von Worms gewünschte Auftrennung der Güter beim Wechsel in Helmstatter Besitz nicht durchführen ließ. 1650 befasste sich das kaiserliche Kammergericht mit der Sache und verfügte mit dem Ernberger Vertrag von 1655 die Aufteilung von Zimmerhof in eine Wormser und eine Helmstatter Seite.

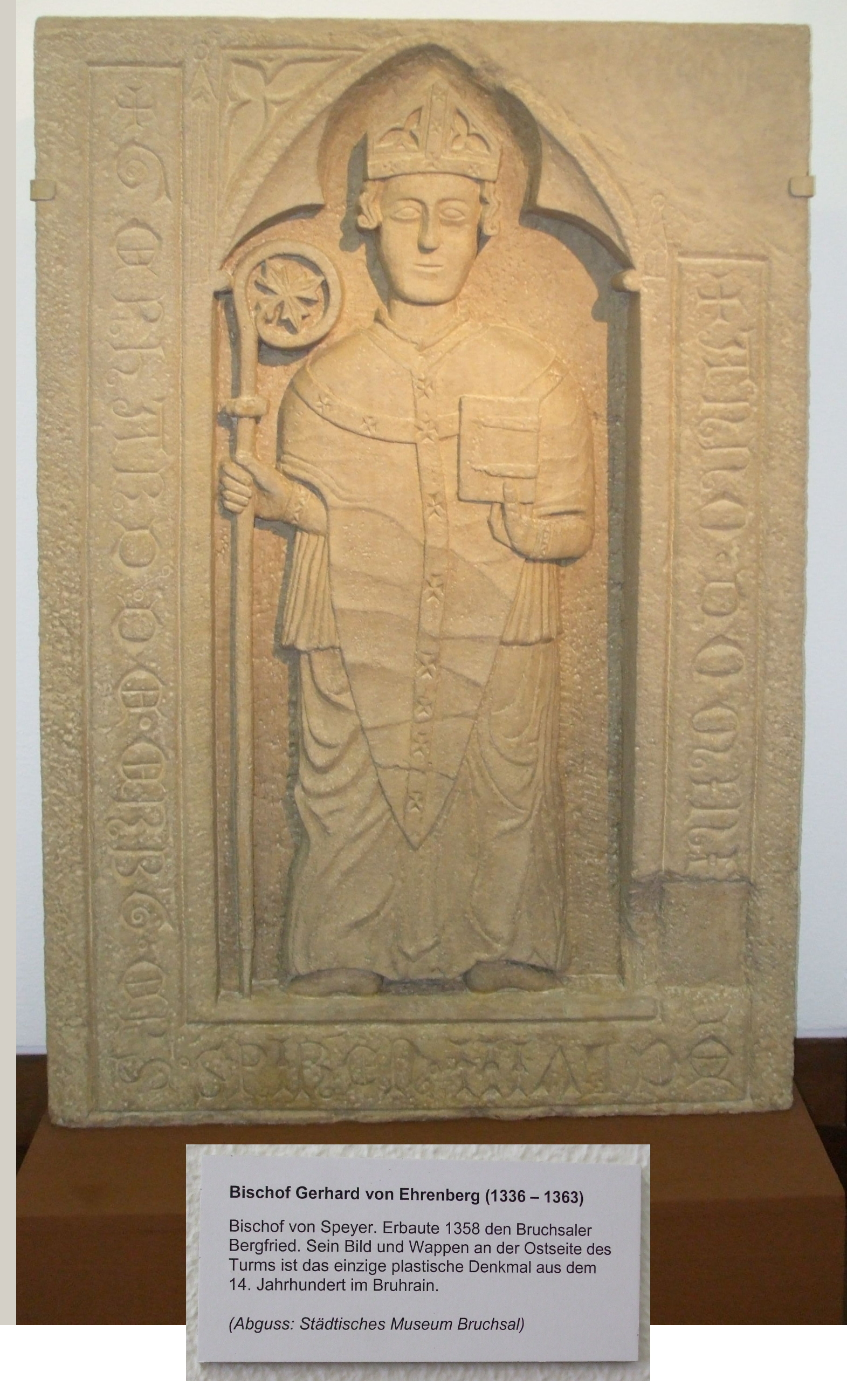
Bischof Gerhard von Ehrenberg, † 1363
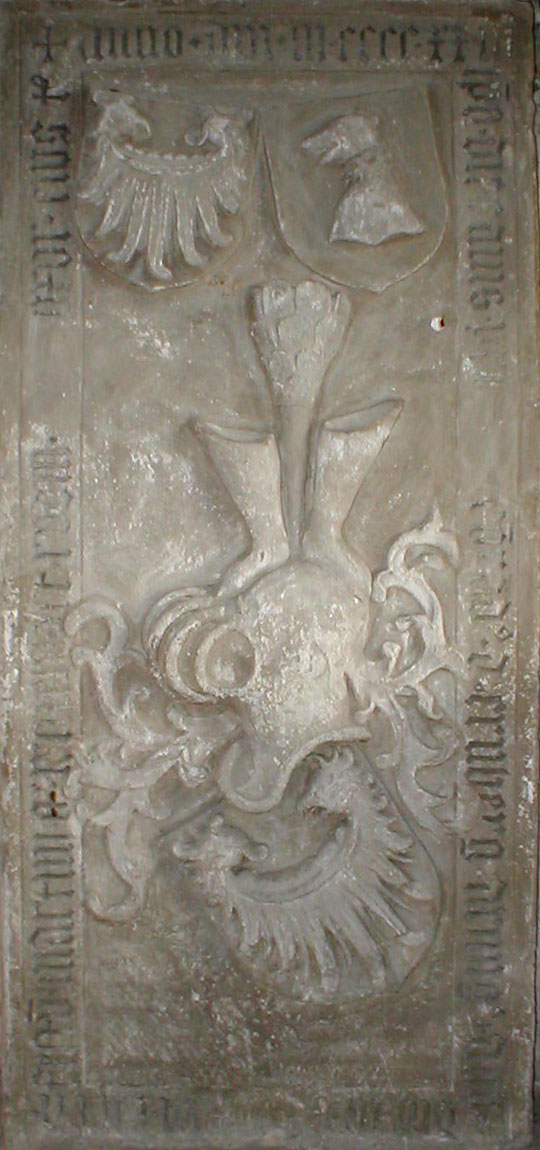
Wappen der Ehrenberg auf Grabplatte des 15. Jh. in der Bergkirche Heinsheim
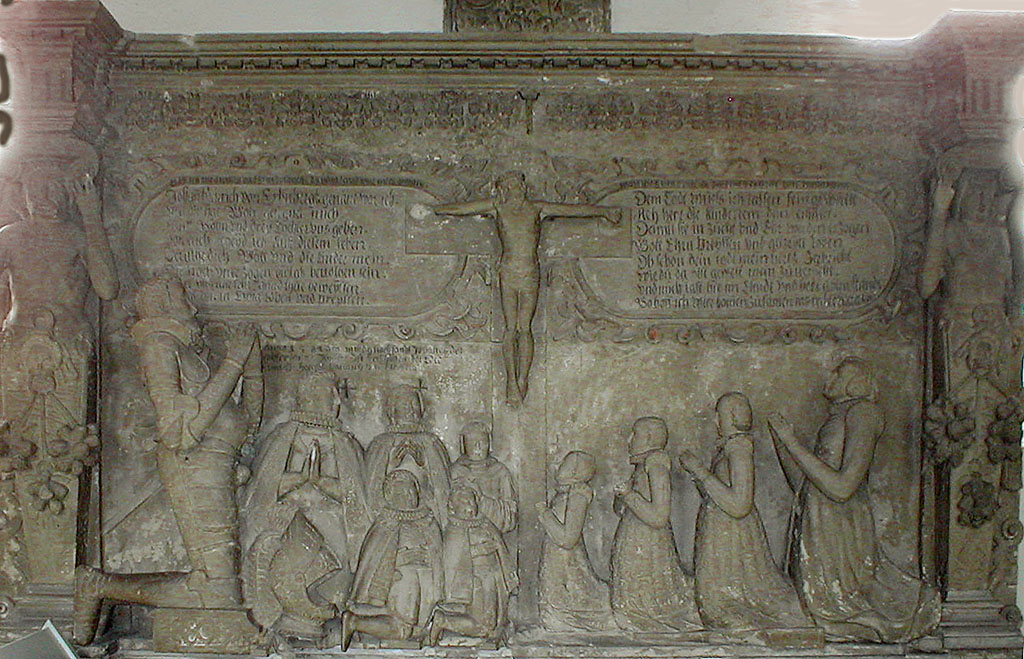
Grabmal Johann Heinrich von Ehrenberg mit Frau und acht Kindern, Bergkirche Heinsheim
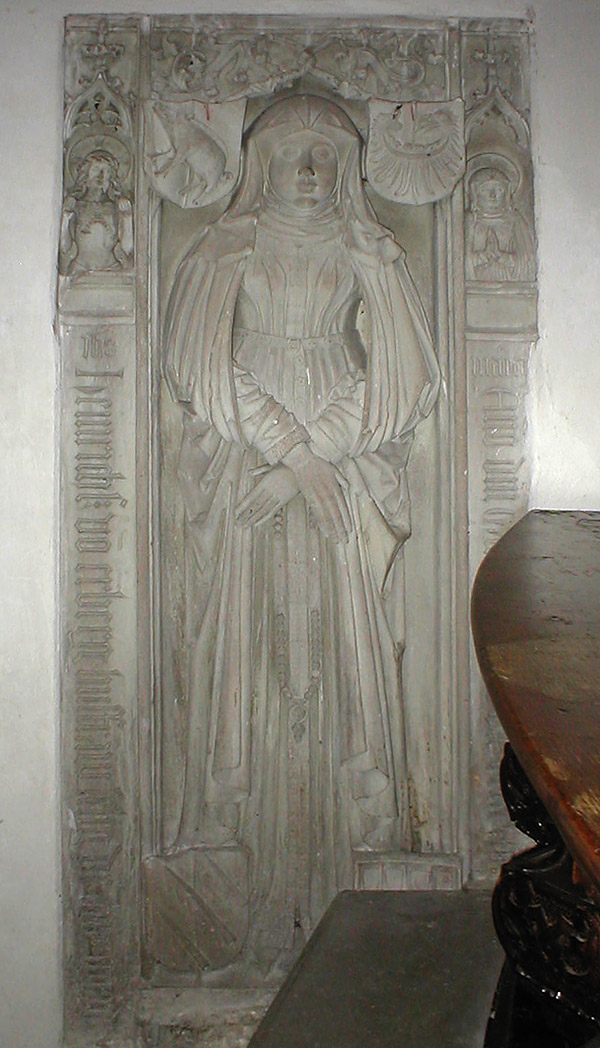
Epitaph Anna von Ehrenberg in der Dominikanerkirche Bad Wimpfen
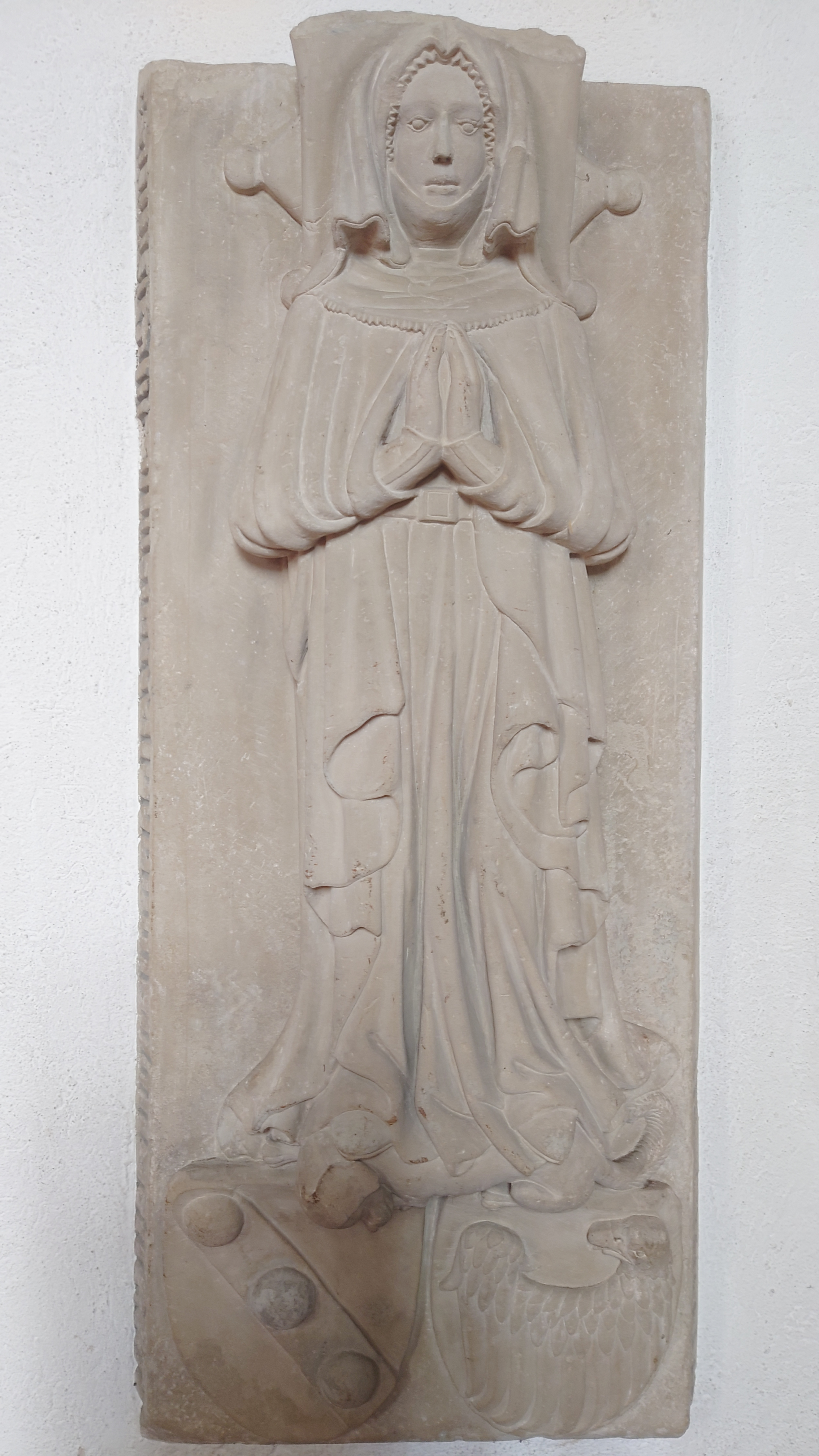
Epitaph der Elisabeth von Ehrenberg in der Pfarrkirche St. Eusebius, Wendlingen, Wappen Wernau und Ehrenberg

## Wappen
Von den Ehrenberg zeugt heute noch deren Wappen, das einen liegenden Adlerflügel mit Adlerkopf zeigt (Ehrenberg soll, als umgelautete Form von Aar, „Adlerberg“ bedeuten) und das bis heute das Ortswappen von Heinsheim ist. Zahlreiche Marksteine auf Rappenauer Gemarkung tragen darüber hinaus heute noch die Kürzel HHVE (Hans Heinrich von Ehrenberg) oder IVE (Johann von Ehrenberg).

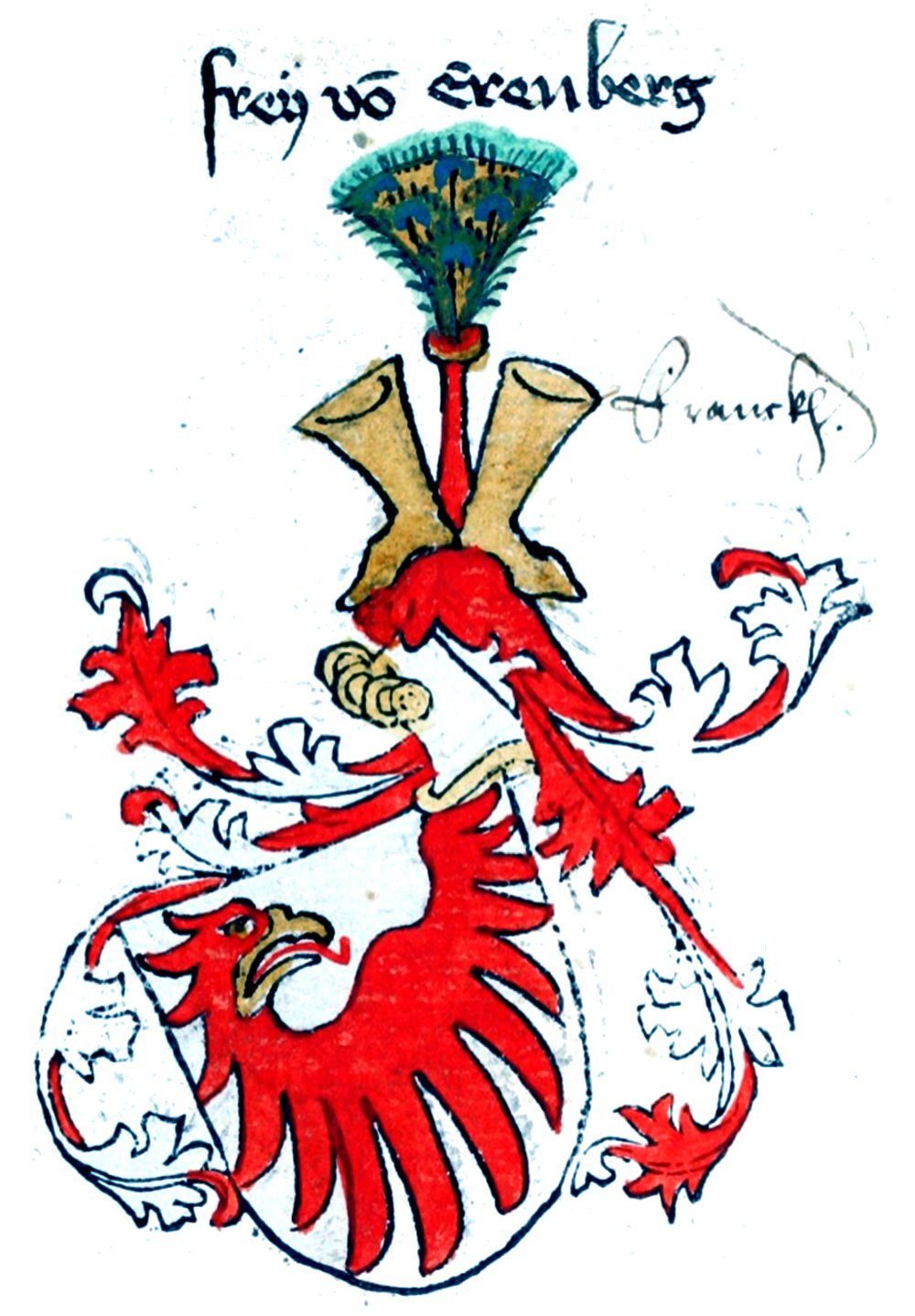
Abbildung im Wappenbuch des St. Galler Abtes Ulrich Rösch
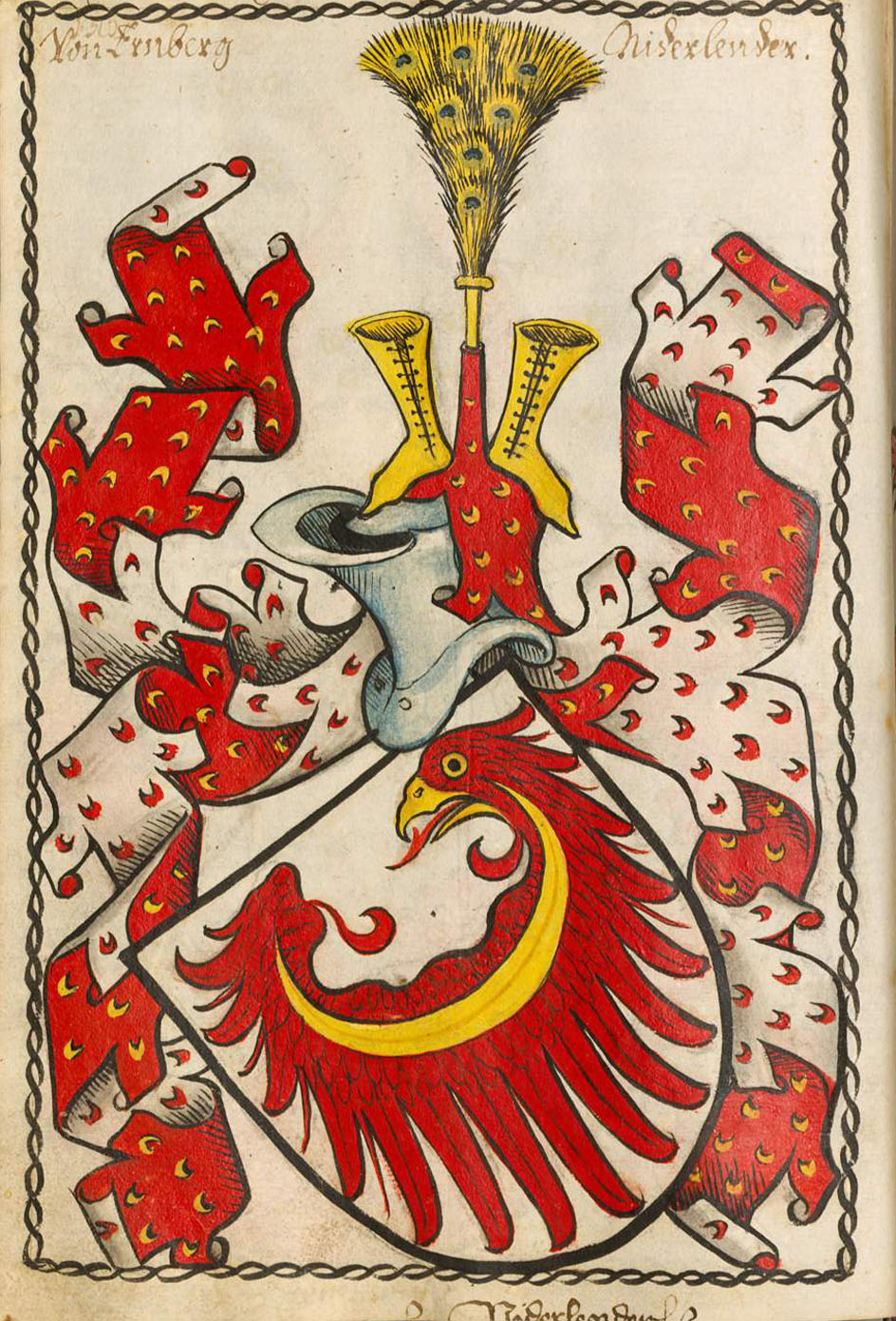
Wappen im Scheiblerschen Wappenbuch
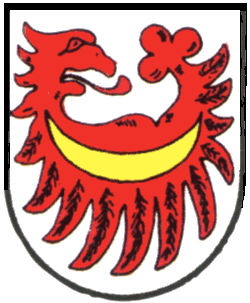
Ortswappen von Heinsheim
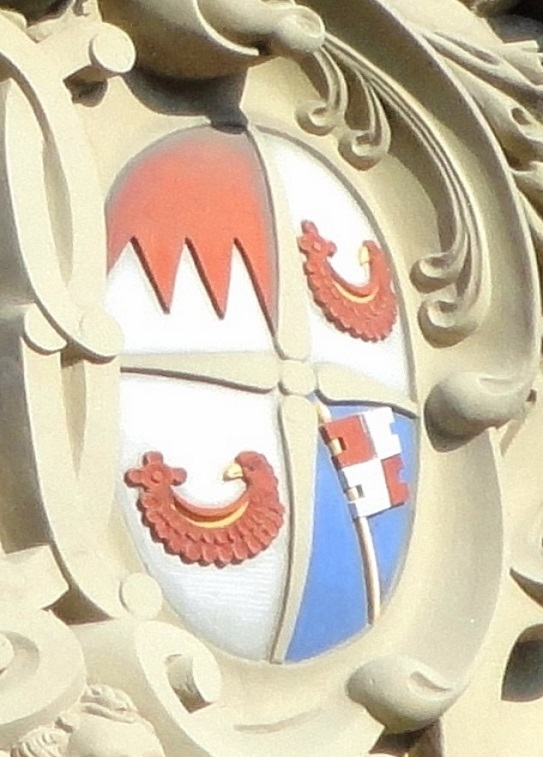
Wappen des Fürstbischofs Philipp Adolf von Ehrenberg an der Würzburger Neubaukirche

## Persönlichkeiten
- Johannes von Ehrenberg, († 1544), Domdekan in Mainz und Speyer, sowie Dompropst von Speyer
- Wolff Eberhard von Ehrenberg, von 1588 bis 1601 Oberamtmann in Miltenberg
- Philipp Adolf von Ehrenberg (1583–1631), Fürstbischof von Würzburg.